# Championnat de Suisse de football 1911-1912
Navigation
Édition précédente Édition suivante
La 15e édition du championnat de Suisse de football est remportée par le FC Aarau.
L'Étoile La Chaux-de-Fonds termine vice-champion. Le Servette FC complète le podium. 
Le championnat est divisé en trois groupes régionaux. Le Concordia Yverdon et le FC Nordstern Bâle sont intégrés dans ce nouveau championnat à 23 clubs. Les premiers de chaque groupe sont qualifiés pour la phase finale décidant du champion. Aucun club n'est promu ni relégué à l'issue de ce championnat.

## Les clubs de l'édition 1911-1912
| Club                     | Ville             |
| ------------------------ | ----------------- |
| BSC Old Boys             | Bâle              |
| BSC Young Boys           | Berne             |
| Cantonal Neuchâtel       | Neuchâtel         |
| Concordia Yverdon        | Yverdon           |
| Étoile La Chaux-de-Fonds | La Chaux-de-Fonds |
| FC Aarau                 | Aarau             |
| FC Baden                 | Baden             |
| FC Bâle                  | Bâle              |
| FC Berne                 | Berne             |
| FC Biel-Bienne           | Bienne            |
| FC Brühl Saint-Gall      | Saint-Gall        |
| FC Genève                | Genève            |
| FC La Chaux-de-Fonds     | La Chaux-de-Fonds |
| FC Lucerne               | Lucerne           |
| FC Nordstern Bâle        | Bâle              |
| FC Saint-Gall            | Saint-Gall        |
| FC Stella Fribourg       | Fribourg          |
| FC Winterthur            | Winterthour       |
| FC Zurich                | Zurich            |
| Montriond Lausanne       | Lausanne          |
| Montreux-Narcisse        | Montreux          |
| Servette FC              | Genève            |
| Young Fellows Zurich     | Zurich            |

## Compétition

### Classements
Le classement est établi sur le barème de points classique (victoire à 2 points, match nul à 1, défaite à 0).

#### Groupe Ouest
| Rang | Équipe             | Pts | J  | G  | N | P  | Bp | Bc | Diff |
| ---- | ------------------ | --- | -- | -- | - | -- | -- | -- | ---- |
| 1    | Servette FC        | 22  | 12 | 10 | 2 | 0  | 49 | 11 | +38  |
| 2    | Cantonal Neuchâtel | 18  | 12 | 8  | 2 | 2  | 34 | 13 | +21  |
| 3    | FC Genève          | 15  | 12 | 6  | 3 | 3  | 25 | 18 | +7   |
| 4    | Montriond Lausanne | 12  | 12 | 5  | 2 | 5  | 23 | 18 | +5   |
| 5    | Montreux-Narcisse  | 7   | 12 | 2  | 3 | 7  | 22 | 36 | -14  |
| -    | Stella Fribourg    | 7   | 12 | 3  | 1 | 8  | 17 | 36 | -19  |
| 7    | Concordia Yverdon  | 3   | 12 | 1  | 1 | 10 | 15 | 53 | -38  |

|  | Qualification pour la phase finale |

#### Groupe Centre
| Rang | Équipe                   | Pts | J  | G  | N | P  | Bp | Bc | Diff |
| ---- | ------------------------ | --- | -- | -- | - | -- | -- | -- | ---- |
| 1    | Étoile La Chaux-de-Fonds | 24  | 14 | 12 | 0 | 2  | 38 | 19 | +19  |
| 2    | BSC Old Boys             | 23  | 14 | 11 | 1 | 2  | 45 | 19 | +26  |
| 3    | FC La Chaux-de-Fonds     | 18  | 14 | 9  | 0 | 5  | 53 | 29 | +24  |
| 4    | BSC Young Boys           | 12  | 14 | 6  | 0 | 8  | 31 | 25 | +6   |
| -    | FC Bâle                  | 12  | 14 | 6  | 2 | 7  | 30 | 34 | -4   |
| 6    | FC Nordstern Bâle        | 10  | 14 | 4  | 2 | 8  | 21 | 36 | -15  |
| -    | FC Berne                 | 10  | 14 | 4  | 2 | 8  | 21 | 38 | -17  |
| 8    | FC Biel-Bienne           | 3   | 14 | 1  | 1 | 12 | 19 | 58 | -39  |

|  | Qualification pour la phase finale |

#### Groupe Est
| Rang | Équipe               | Pts | J  | G  | N | P  | Bp | Bc | Diff |
| ---- | -------------------- | --- | -- | -- | - | -- | -- | -- | ---- |
| 1    | FC Aarau             | 22  | 14 | 10 | 2 | 2  | 41 | 18 | +23  |
| -    | FC Brühl Saint-Gall  | 22  | 14 | 10 | 2 | 2  | 56 | 28 | +28  |
| 3    | FC Saint-Gall        | 19  | 14 | 8  | 3 | 3  | 38 | 18 | +20  |
| 4    | FC Zurich            | 18  | 14 | 9  | 0 | 5  | 39 | 29 | +10  |
| 5    | Young Fellows Zurich | 14  | 14 | 7  | 0 | 7  | 40 | 30 | +10  |
| 6    | FC Winterthur        | 11  | 14 | 5  | 1 | 8  | 32 | 28 | +4   |
| 7    | FC Baden             | 5   | 14 | 2  | 1 | 11 | 19 | 59 | -40  |
| 8    | FC Lucerne           | 1   | 14 | 0  | 1 | 13 | 16 | 71 | -55  |

|  | Barrages de phase finale |

Barrages de phase finale
Un match de barrage entre les deux coleaders du classement est joué pour l'obtention de la place en phase finale.
| Équipe 1 | Résultat | Équipe 2            |
| -------- | -------- | ------------------- |
| FC Aarau | 2 - 0    | FC Brühl Saint-Gall |

|  | Qualification pour la phase finale |

#### Phase finale
Matchs
| Équipe 1                 | Résultat | Équipe 2                 | Date        | Lieu     |
| ------------------------ | -------- | ------------------------ | ----------- | -------- |
| Étoile La Chaux-de-Fonds | 3 - 1    | Servette FC              | 19 mai 1912 | Lausanne |
| FC Aarau                 | 5 - 1    | Servette FC              | 2 juin 1912 | Berne    |
| FC Aarau                 | 3 - 1    | Étoile La Chaux-de-Fonds | 9 juin 1912 | Bâle     |

Classement
| Rang | Équipe                   | Pts | J | G | N | P | Bp | Bc | Diff |
| ---- | ------------------------ | --- | - | - | - | - | -- | -- | ---- |
| 1    | FC Aarau                 | 4   | 2 | 2 | 0 | 0 | 8  | 2  | +6   |
| 2    | Étoile La Chaux-de-Fonds | 2   | 2 | 1 | 0 | 1 | 4  | 4  | 0    |
| 3    | Servette FC              | 0   | 2 | 0 | 0 | 2 | 2  | 8  | -6   |

|  | Champion de Suisse |

## Bilan de la saison
| Tableau d'Honneur                 |                |
| Compétition                       | Vainqueur      |
| Championnat de Suisse de football | FC Aarau       |
| Coupe de Suisse de football       | BSC Young Boys |

| Promotions et relégations |       |
| Promus                    | Aucun |
| Relégués                  | Aucun |